# 沃尔夫冈·诺德维格
沃尔夫冈·诺德维格（德語：Wolfgang Nordwig，1943年8月27日—），德国男子田径运动员。他曾代表东德参加1968年和1972年夏季奥林匹克运动会田径比赛，共获得一枚金牌和一枚铜牌。